# Liste d'uchronies au cinéma
Cette liste contient les principaux films (et téléfilms) ainsi que les séries explorant le thème de l'uchronie. Ils sont classés par ordre chronologique.

## Avant les années 1960
- Les Mondes futurs (1936), de William Cameron Menzies
- Went the Day Well? (1942), de Alberto Cavalcanti
- C'est arrivé demain (1944), de René Clair

## Années 1960
- En Angleterre occupée (It Happened Here) (1964), de Kevin Brownlow

## Années 1970
- Apocalypse 2024 (1975)
- Le procès de Lee Harvey Oswald (en) (1977), de David Greene
- C'était demain (1979), de Nicholas Meyer

## Années 1990
- Philadelphia Experiment II de Stephen Cornwell (1993), dans lequel l'Allemagne nazie a triomphé durant la Seconde Guerre mondiale et se sert des États-Unis comme une sorte de réserve industrielle.
- Un jour sans fin d'Harold Ramis(1993) : par un effet mystérieux, Phil Connors se retrouve à vivre sans cesse la même journée : chaque jour qui passe est pour lui l'occasion de vivre différemment ses éternelles 24 heures.
- Le Crépuscule des aigles de Christopher Menaul (téléfilm, 1994). L'armée allemande, victorieuse, vient de vaincre les forces alliées, lors du débarquement en Normandie. En 1964, les Nazis combattent toujours les Soviétiques, véritable guérilla sanglante, et les Allemands ont besoin d'une alliance avec les États-Unis s'ils veulent se débarrasser, une bonne fois pour toutes, de l'imposante machine de guerre de Staline qui vit toujours. Mais l'holocauste, qui avait été tenu secret jusqu'ici aux yeux du monde, menace d'être révélé au grand jour lorsque Xavier March, un commandant SS (les SS sont devenus une force de police après la victoire allemande), enquête sur la mort mystérieuse de l'un des hauts membres du parti. Avec l'aide de Charlie, une journaliste américaine, March découvre progressivement la terrible vérité.
- Jin-Roh, la brigade des loups (1998), film d'animation japonais de Hiroyuki Okiura. L'histoire se déroule dans un Tokyo des années 1950 troublé par des mouvements sociaux. Bien que rien ne l'indique explicitement, de nombreux éléments permettent de déduire du contexte que l'Allemagne nazie a remporté la Seconde Guerre mondiale puis a occupé le Japon : le héros fait partie d'une unité de maintien de l'ordre nommée PANZER, la Volkswagen Coccinelle est devenue le véhicule de référence, le gouvernement opère une politique de répression accrue en s'appuyant sur des brigades policières aux armes et uniformes d'inspiration allemande, les livres sont publiés en allemand.

## Années 2000
- 2009: Lost Memories (2002) de Lee Si-myung : Un assassinat commis en 1909 change le cours de l’histoire : 100 ans plus tard, la Corée est restée japonaise, Le Japon s'est allié aux États-Unis, Berlin a été atomisé en 1945, et le Grand Empire Japonais, incluant de fait la Corée vit en paix. L'histoire se focalise sur deux policiers, l'un japonais, l'autre coréen, chargés d'enquêter sur un groupe terroriste coréen, combattant pour que la Corée devienne indépendante.
- L'Effet Papillon (2004) d'Eric Bress et J. Mackye Gruber et ses suites : L'Effet papillon 2 de John R. Leonetti (2006) et L'Effet papillon 3 de Seth Grossman (2009). Pendant son enfance, Evan Treborn avait pour habitude d'écrire son journal intime. Arrivé à l'université, il se remet à lire ces cahiers et se rend compte qu'il a la capacité de revivre les scènes qu'il lit, lui permettant de changer le cours de son histoire, corriger ou commettre des erreurs, qui auront des répercussions sur sa vie.
- La Tour au-delà des nuages (2004) de Makoto Shinkai : Le Japon est divisé en deux parties, le Nord (Hokkaido) est occupé par l'Union et le reste du Japon par les États-Unis.
- Jean-Philippe (2006) de Laurent Tuel : Et si Johnny Hallyday n’avait pas pu assister à une de ses premières auditions et était resté inconnu du grand public.
- Watchmen : Les Gardiens (2009) de Zack Snyder : Le film se déroule dans une réalité alternative où les États-Unis et l'Union soviétique sont sur le point d'entrer en guerre et où un groupe de super-héros enquête sur une machination qui semble dirigée contre eux mais cache en fait un plan plus global alors Richard Nixon en est à son cinquième mandat présidentiel. La guerre du Vietnam a été gagnée par Nixon grâce au plus puissant des super-héros, le Dr Manhattan. Les pouvoirs considérables de ce super-héros font que le risque de guerre nucléaire entre Ouest et Est est beaucoup plus élevée que dans la réalité.
- Inglourious Basterds (2009) de Quentin Tarantino : Pendant la Seconde Guerre mondiale, un commando militaire nommée les Bâtards sème la terreur chez les nazis. Lors d'une projection dans un cinéma à Paris à laquelle assistent de nombreux dignitaires nazis dont Hitler (qui dans la réalité n'a jamais été au cinéma à Paris), la propriétaire du cinéma et son adjoint mettent le feu au cinéma après avoir cadenassé toutes les issues. Les dignitaires nazis meurent dans l'incendie.

## Années 2010
- Naruto Shippuden: Road to Ninja (2012) d'Hayato Date : Bien que se passant dans un monde fictif, le film se déroule dans un univers alternatif où Menma (appelé Naruto dans la réalité alternative de la série) n'a pas perdu ses parents, ce qui va finir par corrompre celui-ci. Également, le film montre d'autres points de divergences : Sakura finie orpheline (son père fut Hokage dans cette réalité et sa mère, une shinobi), les personnages de la série ont des personnalités différentes, Itachi n'avait jamais été un criminel, Minato et Kushina furent de simples villageois... Cependant, Naruto et Sakura finiront envoyés dans cette réalité parallèle ; pour en sortir, ils seront forçés d'affronter Menma.
- Il était temps (2013) de Richard Curtis : Tim, ainsi que tous les membres masculins de sa famille, a le pouvoir de remonter dans le temps… et de modifier les paramètres du futur, avec des conséquences heureuses mais parfois tragiques.
- Edge of Tomorrow (2014) de Doug Liman : Le major William Cage (Tom Cruise) et Rita Vrataski (Emily Blunt) combattent et reviennent au même espace-temps à chaque fois qu'ils décèdent, leur permettant d'explorer différentes stratégies.
- Le Voyage d'Arlo (2015), ce film d'animation de Pixar réalisé par Peter Sohn se déroule dans un univers dans lequel la météorite qui causa l’extinction Crétacé-Paléocène n'a pas percuté mais frôlé la Terre, ce qui va permettre, par conséquent, aux dinosaures de développer des technologies semblables à celles des premiers hommes.
- Avril et le Monde truqué (2015) de Christian Desmares et Franck Ekinci : À partir du Second Empire, tous les scientifiques disparaissent, aboutissant à un monde en 1941 bloqué à l'âge de la vapeur.
- Le Maître du Haut Château (2015), série américaine. La seconde guerre mondiale a été gagnée par les allemands et les japonais qui se sont partagé l'occupation de l’Amérique du Nord.
- 1983 (2018), série polonaise. L'Histoire retrace une enquête au début des années 2000 dans une Pologne restée communiste à la suite d'un attentat à Varsovie en 1983 qui permit au régime de se renforcer.
- Iron Sky (2012) et Iron Sky 2 (2019) de Timo Vuorensola.
- Mon inconnue (2019) d'Hugo Gélin : Après une dispute avec sa femme Olivia la veille au soir, Raphaël se réveille dans un monde où ils ne se sont jamais rencontrés.
- Yesterday (2019) de Danny Boyle : Après un accident, le héros se réveille dans un monde où les Beatles n'ont jamais existé, ainsi que des produits/œuvres comme le Coca-Cola, la cigarette ou encore Harry Potter.
- For All Mankind (2019), série américaine. Le cosmonaute Alexeï Leonov marche sur la Lune avant le premier américain, ce qui pousse les États-Unis à tenter de rattraper l'Union soviétique par tous les moyens et sur tous les plans.
- Once Upon a Time... in Hollywood (2019) de Quentin Tarantino : L'assassinat de Sharon Tate a été déjoué, Susan Atkins a été tuée à sa place.

## Années 2020
- What If...? (2021), série d'animation américaine. La série retrace les univers alternatifs introduits dans la phase 4 du MCU ,tournant autour de l'existence du multivers
- Justice Society: World War II (2021) de Jeff Wamester.